# Steenbergsche haven

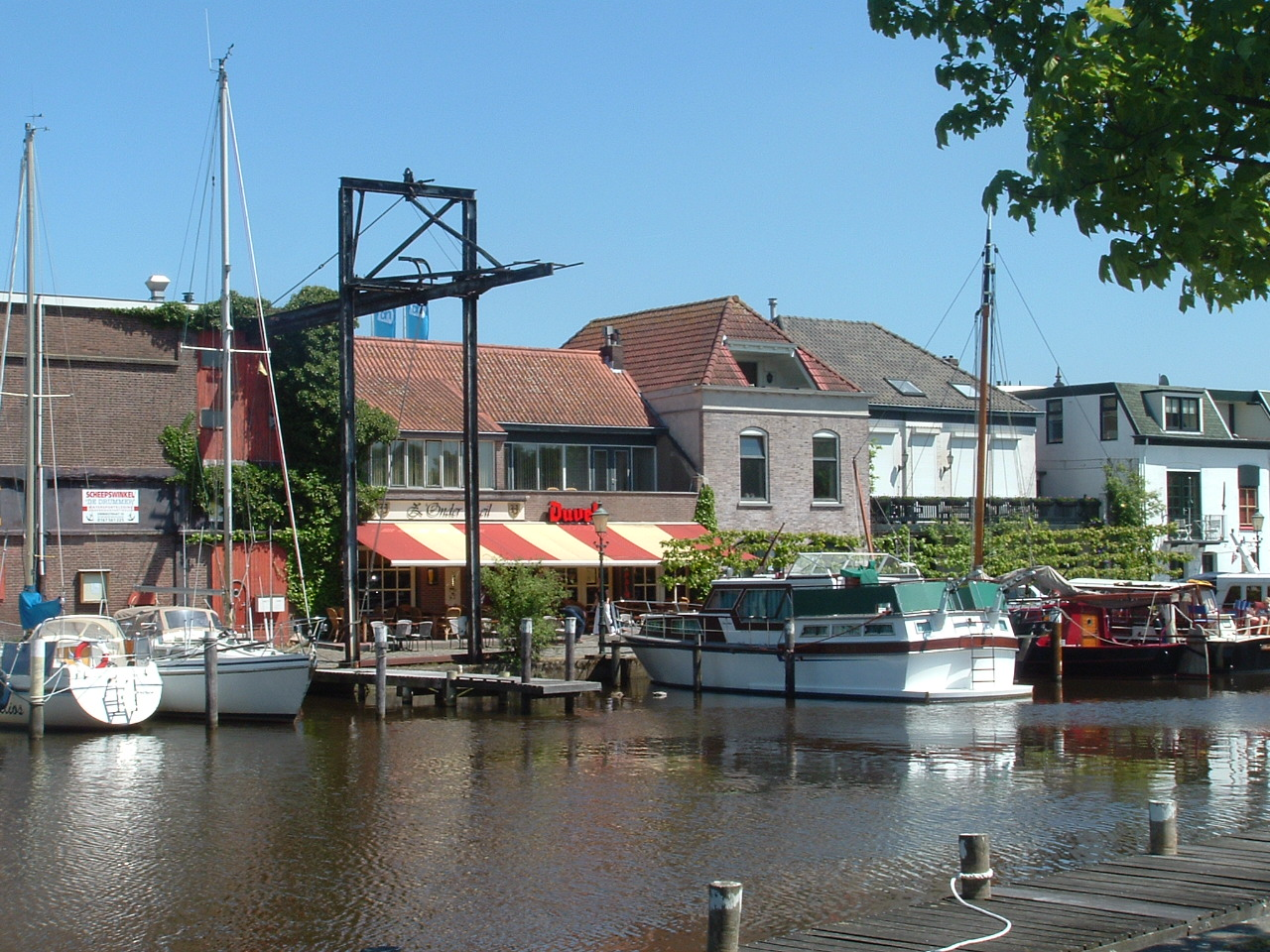
Gedeelte van de Steenbergse haven nabij het centrum.

De Steenbergsche Haven of Steenbergsche Kaai (de officiële naam), (ook geschreven als Steenbergse haven) is de naam van de stads- en jachthaven van Steenbergen, gelegen aan de Steenbergse Vliet. De haven is CEMT-klasse II en heeft een diepte van KP -3,25 m. De maximaal toegestane afmetingen zijn 56 × 7,2 × 2,4 m.
Het oudste gedeelte van de haven dateert van de 14e eeuw; het uitgegraven verloop naar de Vliet, is jonger en is een voormalig onderdeel van de vestingwerken van Steenbergen; waartoe ook het voormalige Fort Henricus aan de monding van de haven behoorde.
De haven is tot aan de jaren zeventig druk bevaren door vrachtschepen die suikerbieten naar de in Steenbergen gevestigde suikerfabriek brachten, totdat deze werd verplaatst naar het naburige Dinteloord. Een viertal 19e-eeuwse opslagschuren aan het begin van de haven herinneren nog aan deze vroegere industrie.
In het middelste gedeelte van de haven bevinden zich zogenaamde waterwoningen. Dit zijn huizen met een eigen of gedeelde aanlegsteiger; aan de waterkant. Hierna volgt de jachthaven, welke bestaat uit ongeveer 160 ligplaatsen, en daarna de oude stadshaven met een dertigtal passantenplaatsen. Dit gedeelte van de haven loopt tot aan de Kaaistraat, vrijwel in het centrum van Steenbergen.
De haven is ook na de aanleg van de A4 bereikbaar voor grote zeilschepen dankzij de aanleg van het Aquaduct Steenbergen.
Tot 2011 was de jachthaven het eindpunt van de veerdienst naar Oude-Tonge, bediend door een pont uit 1928, de Sunbear. Tijdens de aanleg van het aquaduct bleek dat de Sunbear niet door de (te krappe) tijdelijke passage kon, en stopte de eigenaar met de exploitatie van het fietsveer.